# Лінн (Арканзас)
Лінн (англ. Lynn) — місто (англ. town) в США, в окрузі Лоуренс штату Арканзас. Населення — 258 осіб (2020).

## Географія
Лінн розташований за координатами 36°0′16″ пн. ш. 91°15′6″ зх. д. / 36.00444° пн. ш. 91.25167° зх. д. (36.004438, -91.251751).  За даними Бюро перепису населення США в 2010 році місто мало площу 6,22 км², уся площа — суходіл.

## Демографія
Згідно з переписом 2010 року, у місті мешкало 288 осіб у 121 домогосподарстві у складі 82 родин. Густота населення становила 46 осіб/км².  Було 146 помешкань (23/км²). 
Расовий склад населення:
| - 100,0 % — білих |

До двох чи більше рас належало 0,0 %. Іспаномовні складали 3,5 % від усіх жителів.
За віковим діапазоном населення розподілялося таким чином: 22,6 % — особи молодші 18 років, 59,3 % — особи у віці 18—64 років, 18,1 % — особи у віці 65 років та старші. Медіана віку мешканця становила 39,8 року. На 100 осіб жіночої статі у місті припадало 81,1 чоловіків;  на 100 жінок у віці від 18 років та старших — 84,3 чоловіків також старших 18 років.
Середній дохід на одне домашнє господарство  становив 36 192 долари США (медіана — 30 795), а середній дохід на одну сім'ю — 41 444 долари (медіана — 33 750). За межею бідності перебувало 29,1 % осіб, у тому числі 52,5 % дітей у віці до 18 років та 10,8 % осіб у віці 65 років та старших.
Цивільне працевлаштоване населення становило 95 осіб. Основні галузі зайнятості: освіта, охорона здоров'я та соціальна допомога — 42,1 %, виробництво — 20,0 %, транспорт — 7,4 %, будівництво — 6,3 %.